# Plístene
Na mitologia grega, Plístene é um personagem associado ao mito de Atreu e Tiestes.
Existem várias versões sobre seu mito. Considerado o filho ou o irmão de Atreu. Foi o primeiro marido de Aerópe, que após a morte de Plístine, casou com Atreu. Um dos jovens filhos de Tiestes que foi morto por Atreu e servido como refeição ao seu próprio pai, possivelmente também se chamava Plístine.
Em várias versões, ele é o pai de Agamemnon e Menelau, usualmente considerados como filhos de Atreu.

## Pseudo-Apolodoro
Em Pseudo-Apolodoro, Plístene casou-se com Aérope, filha de Catreu. Aérope e Plístene são os pais de Agamemnon e Menelau.

## Tzetzes
Tzetzes, poeta e gramático bizantino, citando Hesíodo e Ésquilo, diz que Plístene era filho de Atreu e Aérope, e que Agamemnon, Menelau e Anaxíbia eram filhos de Plístene com Cléola, filha de Dias.